# 高林祐樹
高林 祐樹（たかばやし ゆうき、1987年3月3日 - ）は、日本のゲームクリエイター、脚本家、シナリオライター。山口県出身。
映像関係の仕事の際は高林ユーキという名義を使用。

## 略歴
（株）VRIDGEに所属していたゲームクリエイター。
乙女ゲームのシナリオやディレクターを担当することが多く、企画から手掛けた乙女ゲームは全てファミ通の殿堂入りをしている。
イベントの台本なども手がけ、自らが出演することも。原宿にバーを経営するなど多岐にわたって活動中。
ツイッターの投稿によると、現在はＩＴ企業でソーシャルゲームのシナリオディレクターをしているらしい。

## 関連作品

### アニメ
- ラブ米 -WE LOVE RICE-：原案・シリーズ構成[1]
- ディアホライゾン：シリーズ構成・脚本
- ラブ米 二期作：原案・シリーズ構成[2][3]
- なんでここに先生が!?：脚本[4]
- 憂国のモリアーティ：脚本
- よしまほ：脚本[5]

### ゲーム
- 真らき☆すた 萌えドリル（角川ゲームス）：ディレクター
- らき☆すた 〜陵桜学園 桜藤祭〜（角川ゲームス）：ディレクター・監修
- Really? Really!（角川ゲームス）：ディレクター
- STORM LOVERシリーズ（ディースリー・パブリッシャー）：企画・シリーズディレクター
- 恋は校則に縛られない!（アスキー・メディアワークス）：シナリオ協力
- はつカレっ恋愛デビュー宣言!（フリュー）：シナリオ協力
- KLAP!! 〜Kind Love And Punish〜（オトメイト）：企画・ディレクター
- イケないアイドルプロデューサー（アリスマティック）：設定・シナリオ
- 茜さすセカイでキミと詠う（ジークレスト）：シナリオ
- A3!（リベル・エンタテインメント）：協力

### その他
- 映画　K4カンパニー～あの日の段ボール～：脚本
- ドラマＣＤ　COLORFUL5
- ドラマＣＤ　絶対に口説かれてはいけない○○24時シリーズ
- ドラマＣＤ　禁断極上ボイス（youtubeアニメ）
- 2.5次元舞台　RICE on STAGE「ラブ米」
- ドラマ　相棒

- ラジオアワー『世界の王』　朗読劇
- 『STORM LOVER〜波打ち際の王子SUMMER！〜』
- 『STORM LOVER 2nd』LUCKY SUMMER VACATION
- 『STORM LOVER』シリーズ合同バカップル祭
- ストームラバー警報!（インターネットラジオステーション＜音泉＞）出演

### 作詞
- Daydream labyrinth（羽多野渉&寺島拓篤）
- RE MENBER（羽多野渉&寺島拓篤）
- Natsukoi Jet-Coaste（羽多野渉&寺島拓篤）
- 恋蝉（羽多野渉&寺島拓篤）
- selfish toxic（羽多野渉&寺島拓篤）
- nameless（羽多野渉&寺島拓篤）

- 最恋≪サイレン≫（島﨑信長&江口拓也）
- アイノウタ（島﨑信長&江口拓也）

- SHOOTING STAR（森久保祥太郎&梶裕貴）
- HAPPINESS（森久保祥太郎&梶裕貴）
- セレブセレブ（江口拓也＆羽多野渉）

- Fine Dress（石井マーク、沢城千春、草摩そうすけ、小森未彩、玉城仁菜）
- Going My Way（石井マーク、沢城千春、草摩そうすけ、小森未彩、玉城仁菜）
- My Name Is（aki）
- 言祝ノ花（KENN、蒼井翔太、小野賢章、松岡禎丞、小野友樹)